# Alí Domínguez
Alí Ramón Domínguez (Monay, 7 de marzo de 1992-Caracas, 6 de marzo de 2019) fue un periodista y político venezolano. Fue asesinado en 2019; la policía cree que su asesinato tuvo una motivación política.

## Primeros años
Domínguez fue uno de cinco hermanos, al menos uno de los cuales no estuvo de acuerdo con sus acciones políticas.
Domínguez había completado los requisitos de graduación en la Universidad Bolivariana de Venezuela, donde estudió comunicación social, pero no se le permitió graduarse. Esto se debe a que informó sobre las cuentas de la gerencia universitaria que fueron negativas hacia la institución.

## Carrera

### Política
Domínguez había asistido a la Universidad Bolivariana de Venezuela, que enseña la ideología chavista. Fue partidario de Hugo Chávez, pero fue crítico de su sucesor Nicolás Maduro, describiéndose a sí mismo como un «chavista disidente». Durante su tiempo como representante estudiantil, comenzó a hablar en contra de la corrupción en la universidad, por lo que recibió amenazas de muerte. Sufrió un ataque que presuntamente fue cometido por personas contratadas por la dirección de la universidad. En el momento de su muerte, era el líder del movimiento político Amplio Desafío de Todos, una facción chavista que se opone a Maduro, y ocasionalmente participó en manifestaciones contra Maduro.
Los chavistas disidentes son a menudo objeto de agresiones personales en Venezuela, con 45 casos reportados al momento de la muerte de Domínguez.

### Periodismo
Como periodista, comenzó a investigar la corrupción del estado. Había estado en contacto con los principales partidos políticos de Venezuela en una discusión de casos de corrupción relacionados con Maduro.

## Desaparición y asesinato
Domínguez desapareció el 28 de febrero de 2019 en Caracas después de asistir a una reunión de voluntarios sobre el traslado de ayuda humanitaria a Venezuela y fue encontrado a un lado de la autopista Francisco Fajardo la mañana del 1 de marzo de 2019. Según carteles de desaparecido, fue visto por última vez en Los Cortijos. Su familia no fue informada de inmediato, y fueron rechazados por la policía cuando trataron de presentar un reporte de persona desaparecida; fueron remitidos a servicios de inteligencia debido a la naturaleza política del caso debido a las posiciones de Domínguez. Luego, el 3 de marzo comenzaron una campaña en las redes sociales con el hashtag «#QueAparezcaAliDominguez», que también buscaba a Domínguez en hospitales. Su familia dio cuenta de su ubicación el 5 de marzo para identificar su cuerpo comatoso. Los médicos entonces anunciaron que había sido admitido antes.
Lo llevaron al hospital Domingo Luciani el 1 de marzo, donde falleció a primera hora de la mañana del 6 de marzo, un día antes de cumplir 27 años; su muerte fue considerada como asesinato. La policía informó que su cráneo estaba fracturado, su nariz y varias extremidades rotas, y sus dientes habían sido arrancados. La policía no ha nombrado a los sospechosos. Se informó que recibió más amenazas de muerte poco antes de su desaparición, y le dijo a sus familiares y amigos que siguieran luchando por sus causas en caso de que algo le sucediera.

### Reacciones
Al comentar sobre el asesinato, el exembajador de Estados Unidos en Venezuela, Charles Shapiro, dijo que se trataba de «tácticas de represión», culpando al gobierno porque «no saben qué hacer» y pierden credibilidad. Fox News señaló que actualmente hay más de 900 presos políticos en Venezuela, 36 de los cuales son periodistas, preguntando por qué solo con la muerte de Domínguez las personas experimentaron «indignación». Carlos Vecchio, el embajador venezolano en Estados Unidos designado por el gobierno de Juan Guaidó, dijo que «condenan profundamente el asesinato del periodista Alí Domínguez» y lo felicitaron por reconocer la corrupción de Maduro y alinearse con la oposición a pesar de ser chavista. Voluntad Popular, el partido del presidente encargado Guaidó, pidió una «investigación exhaustiva». El Cuerpo de Investigaciones Científicas, Penales y Criminalísticas inició una investigación, con familiares y amigos diciendo que era claramente deliberado y que no se sorprendieron.